# Wolfgang Lentz (Mediziner)
Wolfgang Lentz (* 12. April 1916 in Schwarza (Thüringer Wald); † 9. Februar 1995 auf Langeoog) war ein deutscher Chirurg.

## Leben
Lentz‘ Vater trennte sich früh von seiner Mutter und so wuchs er unter der Fürsorge seiner Großeltern und Tante in Vegesack und Oldenburg auf. Dass er einer Schülerverbindung angehörte, trug ihm den Verweis vom Herbartgymnasium Oldenburg ein. Das Abitur machte er verspätet in Wilhelmshaven. Nach Reichsarbeitsdienst und Wehrmacht begann er das Medizinstudium im Sommersemester 1939 an der Albert-Ludwigs-Universität Freiburg. Er wurde sogleich Mitglied der Kameradschaft „Hermann Löns“, die vom suspendierten Corps Hubertia Freiburg getragen wurde. Er focht drei (verbotene) Mensuren und wechselte für kurze Zeit an die Universität Hamburg. Das Staatsexamen bestand er an der Christian-Albrechts-Universität zu Kiel, die ihn 1944 zum Dr. med. promovierte.  Danach diente er bis zum Kriegsende im Heer der Wehrmacht. Dreimal kam er an die Front. 1945/46 war er in der Inneren, danach zwei Jahre in der Chirurgie des Kreiskrankenhauses Schleswig. Sein Chef war Gerhard Küntscher, der ihn für die Chirurgie begeisterte. „Unbezahlt und überzählig“ – wie er seine Erinnerungen betitelte – knechtete er ab 1948 in der Kieler Chirurgie. Er konnte Robert Wanke für sich einnehmen und wurde 1954 Facharzt und Privatdozent.  Seit 1956 Chef der Chirurgie in den Städtischen Krankenanstalten Oldenburg, widmete er sich immer mehr der Unfallchirurgie. Unter Hintansetzung eigener wirtschaftlicher Interessen setzte er die Teilung seiner Klinik zugunsten eines Oberarztes durch. Ihm fehlte die akademische Lehre. In Gesprächen mit dem Kieler Anatomen Wolfgang Bargmann fand er den Weg, den die Zeit gebot – das Lehrkrankenhaus. In Kooperation mit der Georg-August-Universität Göttingen und Verhandlungen mit den übrigen Oldenburger Chefs machte er die Oldenburger Krankenanstalten 1964 zum ersten Akademischen Lehrkrankenhaus. Mit Alfred-Adolf Crone-Münzebrock (Pius-Hospital) und Herbert Henne (Ev. Krankenhaus) leitete er 1966 die Sommertagung der Vereinigung Nordwestdeutscher Chirurgen in Oldenburg. Nach der Umhabilitation blieb Lentz der Göttinger Fakultät zeitlebens verbunden. Sie dankte es ihm 1979 mit der Ernennung zum Honorarprofessor. Seit 1982 im Ruhestand, starb er in seinem Haus auf Langeoog.

## Veröffentlichungen (Auswahl)
- mit Robert Wanke, Richard Maatz und Heinz Junge: Knochenbrüche und Verrenkungen, mit 409 zum Teil zweifarbigen Abbildungen und 19 Farbtafeln. Urban & Schwarzenberg, München/Berlin/Wien 1962.
- als Hrsg. mit Richard Maatz, Werner Arens und Heinrich Beck: Die Marknagelung und andere intramedulläre Osteosynthesen. Schattauer Verlag, Stuttgart / New York 1983, ISBN 3-7945-0713-4.